# Tatort: Bienzle und das Narrenspiel
Bienzle und das Narrenspiel ist eine Folge der Krimireihe Tatort. Die Erstausstrahlung des vom Süddeutschen Rundfunk produzierten Beitrags fand am 23. Januar 1994 im Ersten Deutschen Fernsehen statt. Es handelt sich um die 286. Episode der Filmreihe sowie die dritte mit dem Stuttgarter Kommissar Ernst Bienzle. Dieser ermittelt im Mordfall an einem Bankkassierer während der schwäbisch-alemannischen Fastnacht im oberschwäbischen Ravensburg.

## Hintergrund und Roman
Der Film basiert auf Hubys 1988 erschienenem Roman mit demselben Titel. Es handelt sich daher um den zweiten Bienzle-Tatort, der einer Romanvorlage folgt. Eine Neuauflage des Romans erschien 2005 bei Fischer.
Der Film wurde an seinem Spielort, im oberschwäbischen Ravensburg, mit Unterstützung der Schwarze Veri Zunft e. V. gedreht. Der Film spielt während der jährlichen Fasnet, der traditionellen schwäbisch-alemannischen Fastnacht. Diese ist in erster Linie für die Narren, Personen, die am ganzen Körper mit wallenden Kostümen vermummt sind und zudem auch traditionelle Holzmasken tragen, bekannt. Auch dem Mörder im Film dient ein sogenanntes Narrenhäs als Verkleidung. Auch gezeigt wird das typische Streichespielen und Verhöhnen der Obrigkeit.
Da keine Narrenzunft ihre Figuren als Mörder dargestellt wissen wollte, wurde vom Ravensburger Zunftmeister Otto Lutz die Maskengruppe der „Butzhansel“ nur für den Einsatz im Tatort geschaffen. Die Gruppe wirkte dann 1993 an einem Teil des Umzugwegs des Narrensprungs in Ravensburg mit und zog dabei mehrfach an den Kameras vorbei. Die nur für den einmaligen Auftritt konzipierte Narrenfigur gefiel den Ravensburger Narren dann aber so gut, dass sie einige Jahre später von der Ravensburger Schwarze Veri Zunft auch offiziell aufgenommen wurde.

## Handlung
Während draußen Kinder Fasnet feiern, wird Schmoller, der Leiter einer Ravensburger Bank, von einem Mann im Narrenhäs erstochen, der anschließend eine Mappe mit Dokumenten aus dem Tresor entwendet und einige Geldscheine stiehlt. Er kann fliehen und wird dabei von den Kindern und der Bankangestellten Regina Finkbeiner, die den Mörder überrascht hat, beobachtet. Da eines der Kinder beobachtet hatte, dass der Täter hinkte, fällt der Verdacht sofort auf den ebenfalls hinkenden Maskenschnitzer Albrecht Behle, in dessen Werkstatt das gestohlene Geld gefunden wird; zudem handelt es sich bei der Tatwaffe um einen Beitel aus der Werkstatt. Behle wird noch am gleichen Abend festgenommen und in Untersuchungshaft gebracht.
Zeitgleich trifft Kommissar Bienzle aus Stuttgart mit seiner Lebensgefährtin Hannelore privat in Ravensburg ein, weil er ihr die typische Fasnet zeigen will. Er begegnet dem für die Ermittlungen zuständigen Kommissar Keuerleber und besucht am folgenden Tag seinen Kollegen auf dem Revier. Hierbei lernt er Behle kennen, der die Tatvorwürfe bestreitet. Da ihm die Beweislage zu offensichtlich erscheint, bekommt Bienzle Zweifel an Behles Schuld und beginnt, selbständig Nachforschungen anzustellen. Er stattet dem charismatischen und im Ort beliebten Behle im Gefängnis einen Besuch ab und befragt ihn. Dabei wird deutlich, dass Behle sich als Opfer eines Komplotts wähnt. Hannelore freundet sich mit Behles Lebensgefährtin Maria an und zweifelt ebenfalls an dessen Schuld. 
Behle schafft es, den Gefängniswärter Egon Zimmermann, der ihm zuvor Schnitzwerkzeug in die Zelle geschmuggelt hatte, zu überwältigen und in dessen Uniform und mit dessen Waffe aus dem Gefängnis zu flüchten. Im Museum stiehlt er ein Narrenhäs und kehrt schließlich zu seiner Freundin zurück. Am Morgen nach der Flucht Behles wird Gerhard Freudenreich, Prokurist der Firma Phillipp und Lebensgefährte von Schmollers Kollegin Finkbeiner, ebenfalls von einem Mann im Narrenhäs aufgesucht, der die Dokumentenmappe aus der Bank von ihm verlangt. Es wird klar, dass Freudenreich der Mörder von Schmoller ist, der die Dokumente entwendet und sich nebenbei seines Nebenbuhlers um seine Lebensgefährtin entledigt hatte. Freudenreich weigert sich, die Dokumentenmappe herauszugeben und will den Unbekannten mit seiner Waffe bedrohen. Der Unbekannte hatte die Situation allerdings antizipiert und erschießt Freudenreich kaltblütig. Als der Täter mit der Mappe flieht, stößt er mit Bienzle, der ebenfalls auf dem Weg zu Freudenreich war, zusammen und verliert einige Blätter. Der unbekannte Mann im Narrenhäs besinnt sich erst nach einigen Schritten wieder darauf, zu hinken, womit deutlich wird, dass es sich beim zweiten Täter nicht um Behle handeln kann. Bienzle nimmt die heruntergefallenen Blätter an sich.
Behle dringt unterdessen in das Haus der Familie Phillipp ein, für deren Firma er und Freudenreich gearbeitet haben. Er hält Philipps Sohn für den Mörder von Schmoller und bedroht ihn mit einer Waffe, zieht dann aber wieder ab, als Bienzle auftaucht. Es stellt sich heraus, dass Behle eigentlich Ingenieur ist und einst herausragende Erfindungen im Dienste der Firma Philipp gemacht hatte, von denen Philipp bis heute profitiert und für die Behle nie angemessen entlohnt worden ist. Bienzle hat den aufgesammelten Dokumenten überdies entnommen, dass an den von Behle längst entwickelten Patenten in einer Scheinfirma in Liechtenstein geforscht wird und die Firma auf diese Weise Steuern hinterzieht. Der ermordete Bankfilialleiter Schmoller hatte all dies erkannt und entsprechende Beweise in der Dokumentenmappe gesammelt. Bienzle konfrontiert Philipp Sen. mit den Erkenntnissen, dieser weist aber jede Schuld von sich. Nachdem sich Bienzle verabschiedet hat, teilt Philipps Sohn Werner, der alles mit angehört hat, seinem Vater mit, dass der zweite Täter nun im Besitz der Beweise sei und die Familie genauso erpressen wolle wie Freudenreich.
Hannelore findet im Gespräch mit einem der Kinder, die den ersten Mord beobachtet haben, heraus, dass auch dieser Täter nicht sofort gehinkt, sondern offensichtlich simuliert hat, womit Behle endgültig entlastet werden kann. Bienzle hat den Verdacht, dass der einseitig ermittelnde Kommissar Keuerleber in die Sache involviert ist, und dringt während des großen Fasnetsumzuges unter einem Vorwand in dessen Wohnung ein. Er stellt fest, dass der Kommissar über seine Verhältnisse lebt, kehrt zurück zum Polizeirevier und lässt Keuerlebers Schrank aufbrechen. In ihm befinden sich sowohl das Narrenhäs des zweiten Mörders als auch die gesuchte Dokumentenmappe. Diese enthält überdies Hinweise darauf, dass Keuerleber regelmäßige Zahlungen der Firma Phillipp erhielt. Behle, der nach wie vor Werner Philipp für den Schuldigen hält, nähert sich kostümiert dem Fasnetwagen, auf dem sich dieser befindet, und greift ihn an. Keuerleber, der zu Philipps Schutz abgestellt war, will die Gelegenheit nutzen, um Behle zu erschießen. Bienzle kann aber mit Hilfe von zwei Polizisten noch rechtzeitig eingreifen. Er lässt Keuerleber festnehmen und abführen.

## Rezeption

### Einschaltquote
Die Erstausstrahlung des Films wurde von 9,44 Millionen Zuschauern verfolgt, was einem Marktanteil von 26,2 Prozent für Das Erste entsprach.

### Kritik

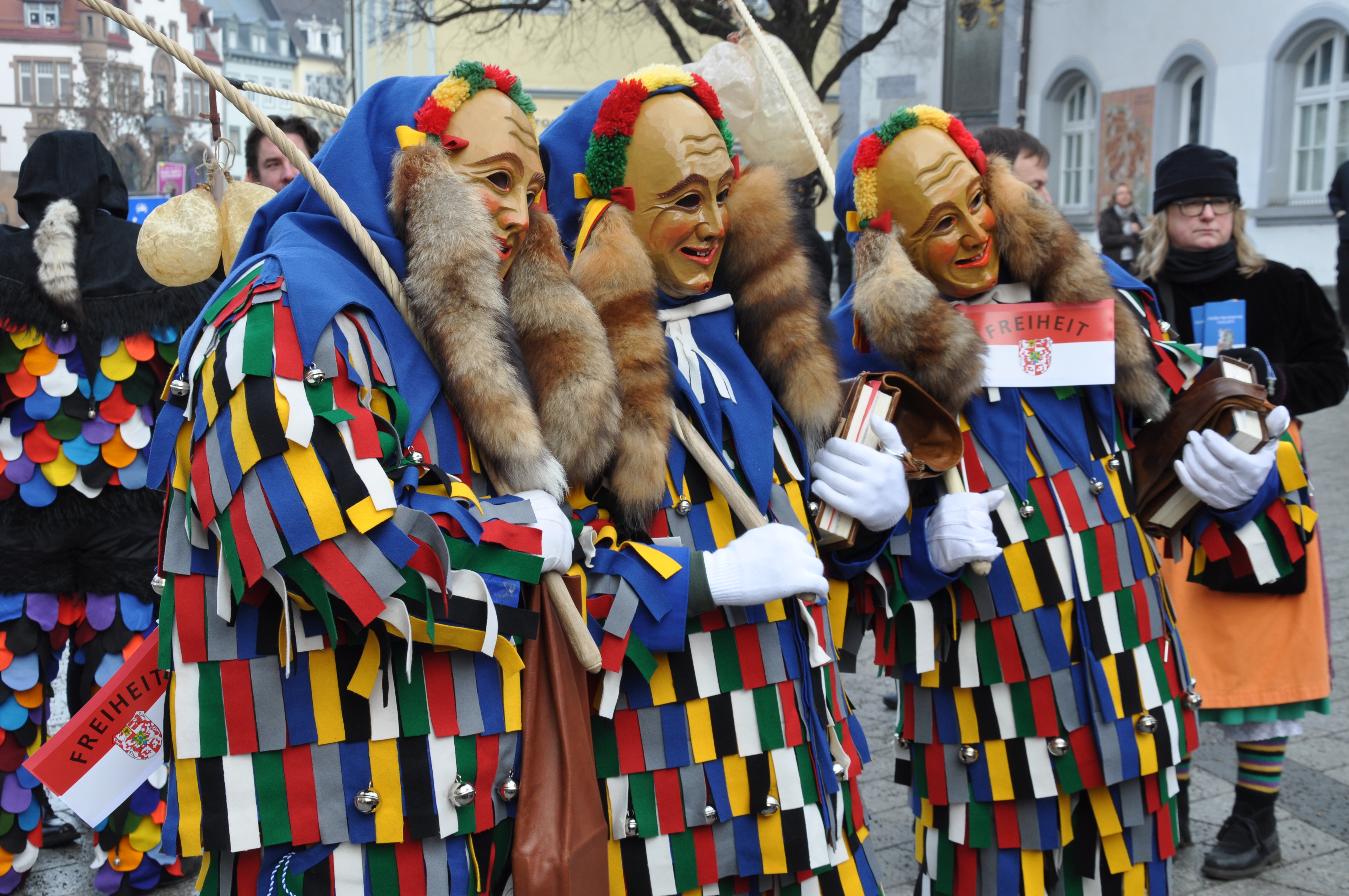
„Butzhansel“ der Ravensburger Schwarze Veri Zunft, 2015

„Das Drehbuch von Felix Huby [...] baut gute neue Ideen in allgemein bekannte Krimi-Muster ein.“

## DVD-Veröffentlichung
Der Film wurde 2010 auf DVD veröffentlicht. Er wurde zudem als Teil der zeitgleich erschienenen Bienzle-Box mit drei weiteren Filmen der Reihe veröffentlicht.

## Sonstiges
- Robert Atzorn, der den Tatverdächtigen Behle spielte, wurde 2001 selbst Tatort-Kommissar und ermittelte bis 2008 als Jan Casstorff 15 Fälle lang für den NDR in Hamburg.
- Klaus Spürkel, der in dieser Folge einen Polizeibeamten spielt, bekam später in den Bienzle-Tatorten eine regelmäßige Rolle als Gerichtsmediziner Dr. Kocher.
- Dirk Salomon, der in dieser Folge ebenfalls einen Polizeibeamten spielt, bekam später in den Bienzle-Tatorten  eine regelmäßige Rolle als Kriminaltechniker Schober.